# Myla
Myla (rusky Мыла) je řeka v Komiské republice v Rusku. Je dlouhá 186 km. Plocha povodí měří 2700 km².

## Průběh toku
Pramení na Timanském krjaži. Ústí zprava do Cilmy (povodí Pečory).

## Vodní režim
Zdrojem vody jsou převážně sněhové srážky. Zamrzá v listopadu a rozmrzá na začátku května.

## Využití
Je splavná pro vodáky.